# Леньків Круг
Ле́ньків Круг —  село в Україні, у Михайло-Коцюбинській селищній громаді Чернігівського району Чернігівської області. Населення становить 108 осіб. До 2016 орган місцевого самоврядування — Кархівська сільська рада.
Село засноване у 1925 р. жителями села Кархівка. Причиною виникнення поселення була пожежа, під час якої згоріло 117 дворів села. Частина потерпілих поселилась на новому місці і заснувала хутір з 30 дворів.

## Історія
12 червня 2020 року, відповідно до розпорядження Кабінету Міністрів України № 730-р «Про визначення адміністративних центрів та затвердження територій територіальних громад Чернігівської області», увійшло до складу Михайло-Коцюбинської селищної громади.
19 липня 2020 року, в результаті адміністративно-територіальної реформи та ліквідації Чернігівського району (1923—2020) Чернігівської області, увійшло до складу новоутвореного Чернігівського району.